# Antonie Šubrová
Antonie Šubrová (1933 nebo 1934) je bývalá československá sportovní plavkyně.
Závodnímu plavání se věnovala v pražském Sokole Žižkov (před sloučením APK Praha) pod vedením Rudolfa Štorkána. Štorkán byl ve čtyřicátých letech známý specialista na novou plaveckou techniku motýlek a je tak považovaná za ženskou průkopnici této plavecké techniky v bývalém Československu.
Období počátku padesátých let dvacátého století bylo pro sport v Československu charakteristický přechod od klubů do reprezentování různých profesních odborů. Jako studentka stavební školy tak reprezentovala na závodech stavební průmysl – konkrétně národní podnik Armabeton. Mezi ženami se začala prosazovat od roku 1953.
V roce 1954 přestoupil z Armabetonu do armádního plaveckého klubu ÚDA, se kterým absolvovala přípravu na zářijové mistrovství Evropy v italském Turíně. Startovala ve dvou disciplínách na 100 m motýlek a 200 m prsa a v obou případech nepostoupila z rozplaveb do dalších bojů.
V Ústředním domu armády (ÚDA) však neměla jako žena optimální podmínky pro přípravu, a proto v roce 1955 přestoupila do vysokoškolského klubu Slavia v Bratislavě k trenéru Oto Urbanovi. V Bratislavě vytvořila silnou štafetu s Martou Skupilovou, Máriou Lacknerovou a Vierou Vaňovou, ale v individuálních disciplínách začala její výkonnost stagnovat. V olympijském roce 1956 nesplnila nominační kritéria pro start na olympijských hrách v Melbourne. Sportovní kariéru ukončila v roce 1957. 